# Apistogramma gibbiceps
Apistogramma gibbiceps är en fiskart som beskrevs av Meinken, 1969. Apistogramma gibbiceps ingår i släktet Apistogramma och familjen Cichlidae. Inga underarter finns listade i Catalogue of Life.